# Třída Karel Doorman
Třída Karel Doorman je třída víceúčelových fregat Nizozemského královského námořnictva. Celkem bylo postaveno osm jednotek této třídy. Postaveny byly jako náhrada za starší fregaty třídy Fret. V novém tisíciletí bylo šest fregat této třídy postupně prodáno do Chile, Belgie a Portugalska, zatím Nizozemsko si ponechalo pouze jednotky Van Amstel a Van Speijk. Všechny fregaty této třídy jsou stále v aktivní službě.

## Stavba
Třída se skládá z osmi jednotek postavených loděnicí De Schelde Group ve Vlissingenu a zařazených do služby v letech 1991–1995.
Jednotky třídy Karel Doorman:
| Jméno                        | Založení kýlu     | Spuštěna na vodu   | Uvedena do služby  | Status                                                                    |
| ---------------------------- | ----------------- | ------------------ | ------------------ | ------------------------------------------------------------------------- |
| Karel Doorman (F827)         | 26. února 1985    | 20. dubna 1988     | 31. května 1991    | roku 2005 prodán Belgii jako Leopold I (F930), aktivní                    |
| Wilem van der Zaan (F829)    | 6. listopadu 1985 | 21. ledna 1989     | 28. listopadu 1991 | roku 2005 prodán Belgii jako Louise-Marie (F931), aktivní                 |
| Tjerk Hiddes (F830)          | 28. října 1986    | 9. prosince 1989   | 26. února 1993     | roku 2004 prodán Chile jako Almirante Riveros (FF-18), aktivní            |
| Van Amstel (F831)            | 3. května 1987    | 19. května 1990    | 27. května 1993    | aktivní                                                                   |
| Abraham van der Hulst (F832) | 8. února 1989     | 7. září 1991       | 15. prosince 1993  | roku 2004 prodán Chile jako Blanco Encalada (FF-15), aktivní              |
| Van Nes (F833)               | 10. ledna 1990    | 16. května 1992    | 2. června 1994     | roku 2006 prodán Portugalsku jako Bartolomeu Dias (F333), aktivní         |
| Van Galen (F834)             | 7. června 1990    | 21. listopadu 1992 | 1. prosince 1994   | roku 2006 prodán Portugalsku jako D. Francisco de Almeida (F334), aktivní |
| Van Speijk (F828)            | 1. října 1991     | 26. března 1994    | 7. září 1995       | aktivní                                                                   |

## Konstrukce

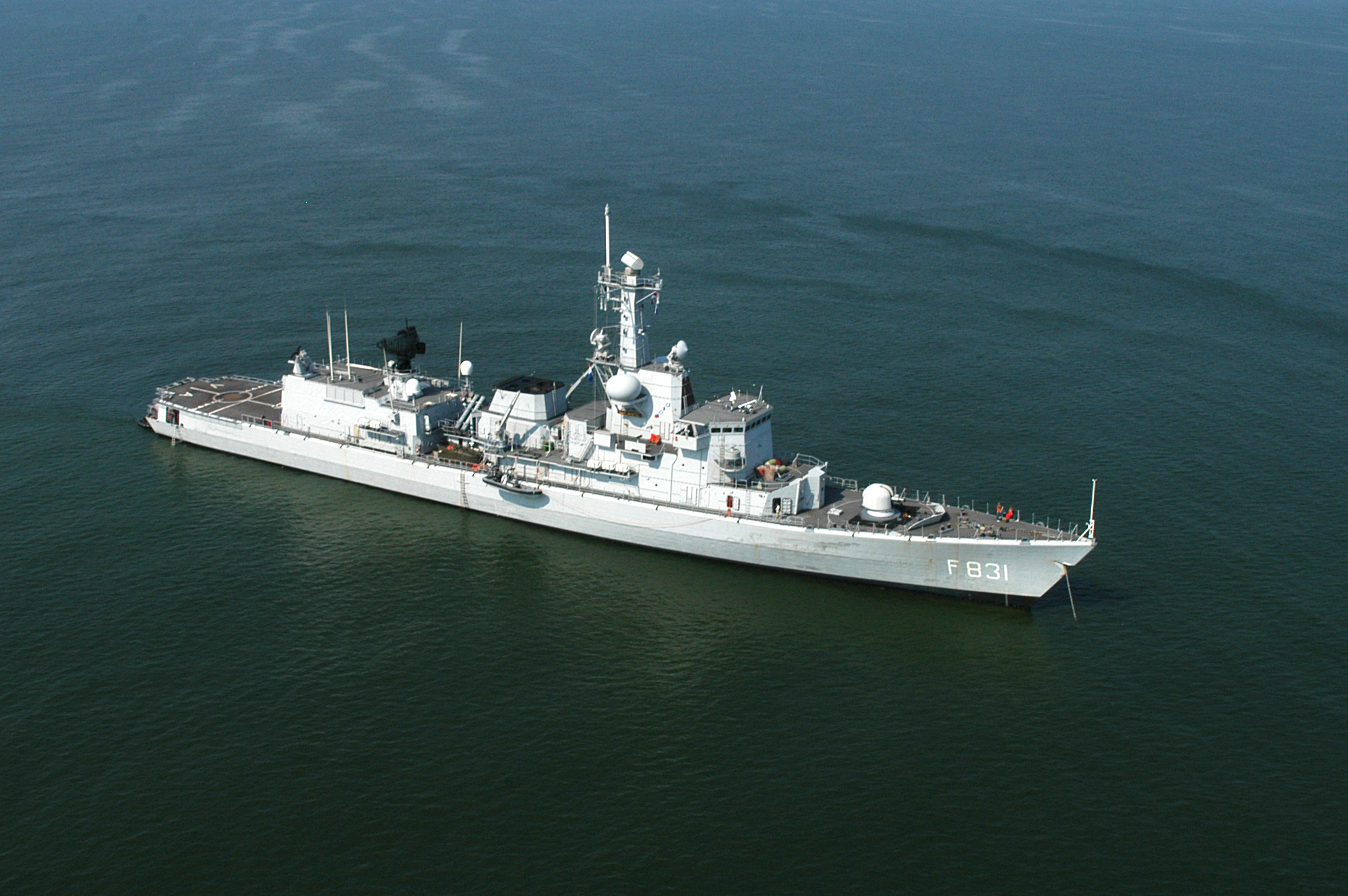
Van Amstel (F 831)

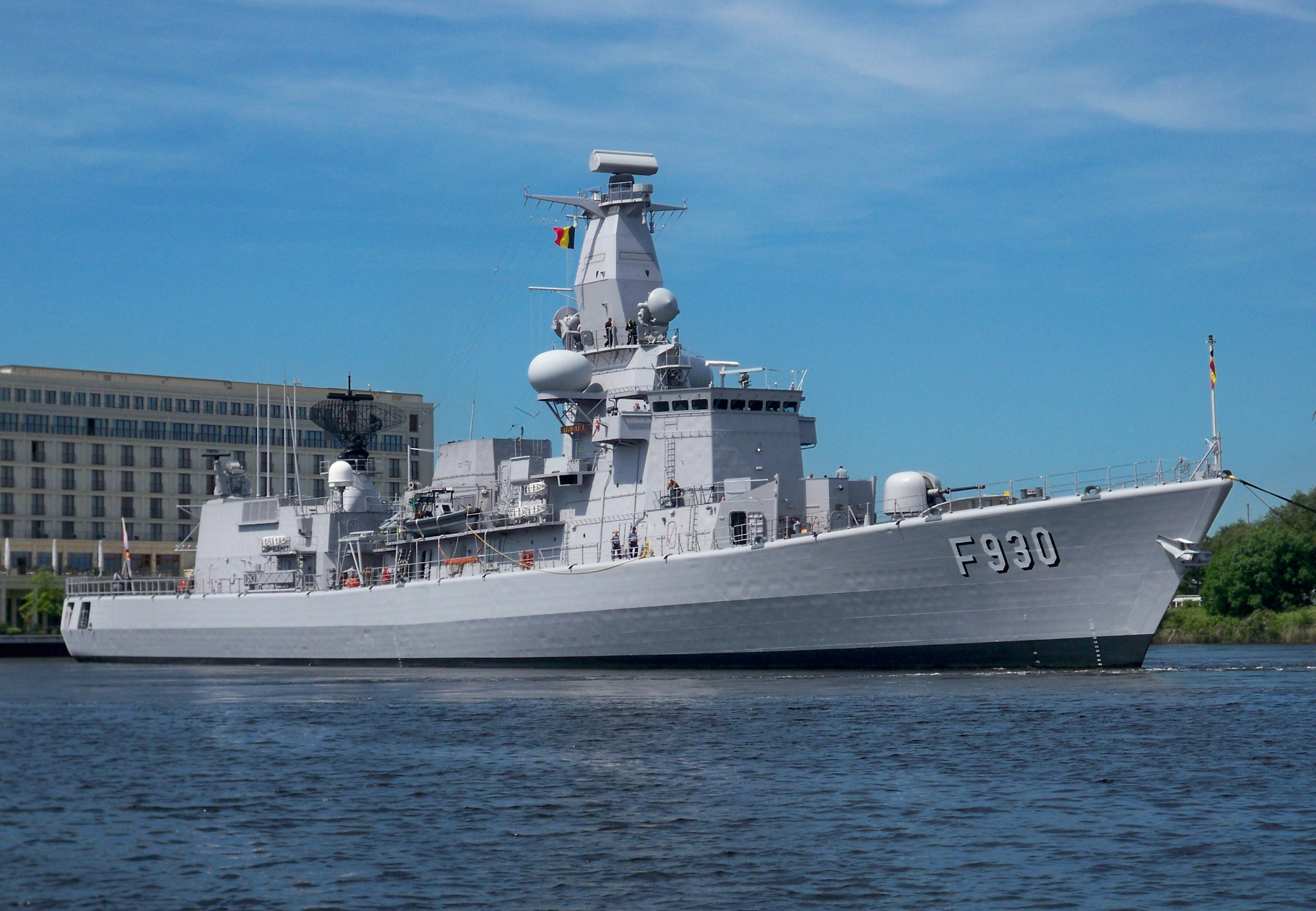
Belgická fregata Leopold I (F930)

Hlavňovou výzbroj tvoří jeden 76,2mm kanón OTO Melara v dělové věži na přídi. Ten doplňují dva 20mm automatické kanóny Oerlikon a jeden hlavňový systém blízké obrany Goalkeeper s jedním rotačním kanónem ráže 30 mm. K ničení hladinových lodí slouží dva čtyřnásobné odpalovací kontejnery Mk 141 protilodních střel RGM-84 Harpoon s dosahem 120 km. Pro obranu proti letadlům a protilodním střelám slouží rovněž protiletadlové řízené střely moře-vzduch RIM-7 Sea Sparrow, odpalované ze dvou osminásobných vertikálních vypouštěcích sil. Celkem je na palubě šestnáct těchto střel s dosahem 14 km. Lodě též nesou dva dvojité 324mm protiponorkové torpédomety. Na zádi je přistávací plocha a hangár pro jeden protiponorkový vrtulník, obvykle typu Lynx či NH90.
Pohonný systém je typu CODOG. Lodě mají dvě plynové turbíny Rolls-Royce Spey SM-1A pro bojové situace a dva diesely Stork-Werk-Spoor 12 SWD 280 V-12 pro ekonomický provoz. Lodní šrouby jsou dva. Rychlostní převodovky jsou vynechány a turbína může běžet, jen když jsou diesely odpojeny. Fregaty dosahují rychlosti až 29 uzlů při použití turbín a 21 uzlů s diesely.

## Zahraniční uživatelé

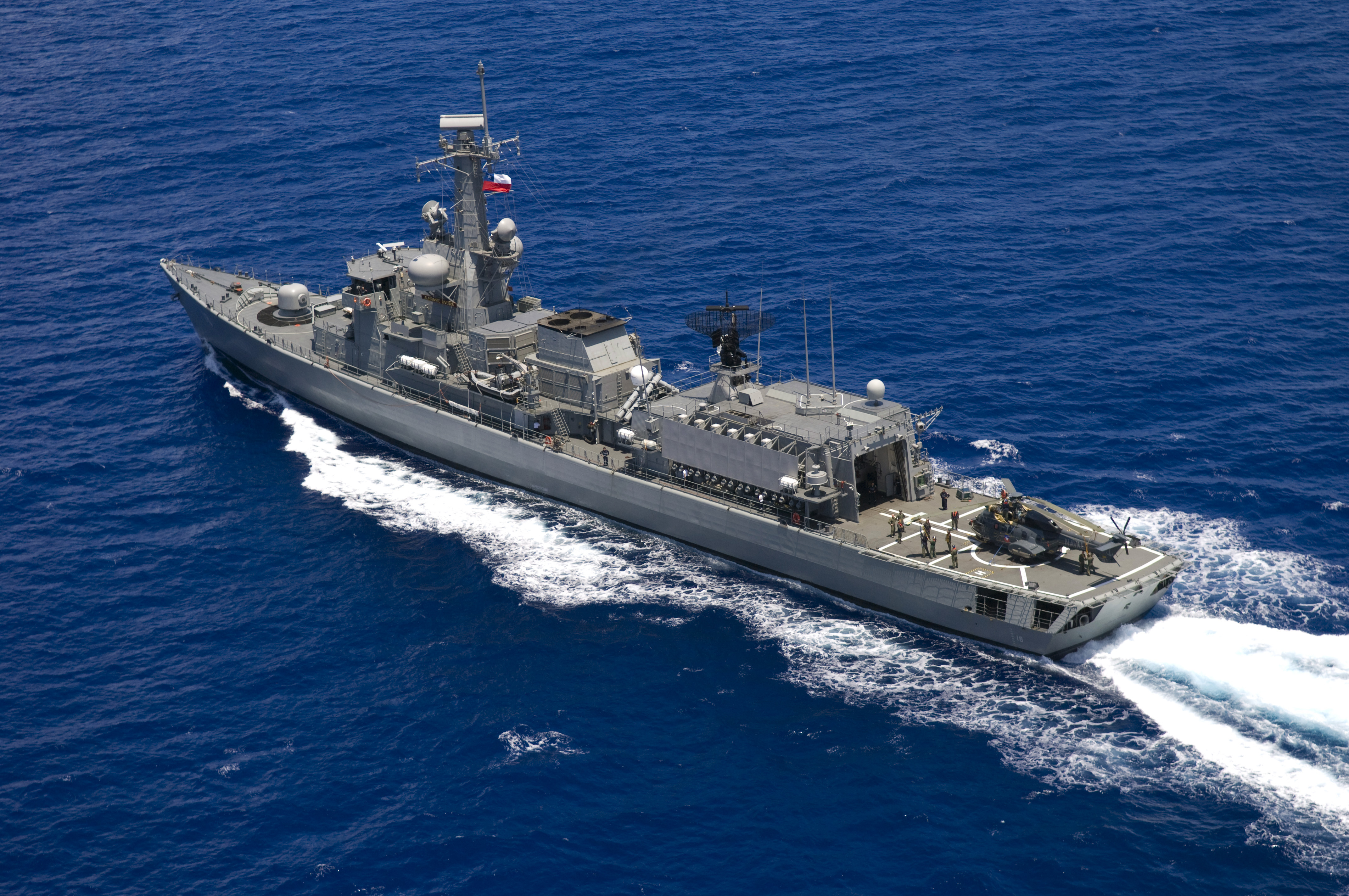
Chilská fregata Almirante Riveros (FF 18)

Fregaty Abraham van der Hulst a Tjerk Hiddes v roce 2004 zakoupilo Chile. Chilské námořnictvo zařadilo první v roce 2005 jako Almirante Blanco Encalada a druhou v roce 2007 jako Almirante Riveros.
Fregaty Karel Doorman a Willem Van Der Zaan v následujícím roce zakoupila Belgie. Belgické námořnictvo zařadilo první z nich v roce 2007 jako Leopold I (F930) a druhou v roce 2007 jako Louise-Marie (F931). Nahradilo tak čtveřici starších fregat domácí třídy Wielingen.
Fregaty Van Nes a Van Galen, zakoupilo v roce 2006 Portugalské námořnictvo. Dodány byly v průběhu roku 2009. Jejich nová jména jsou Bartolomeu Dias (F333) a Francisco de Almeida (F334).

### Modernizace

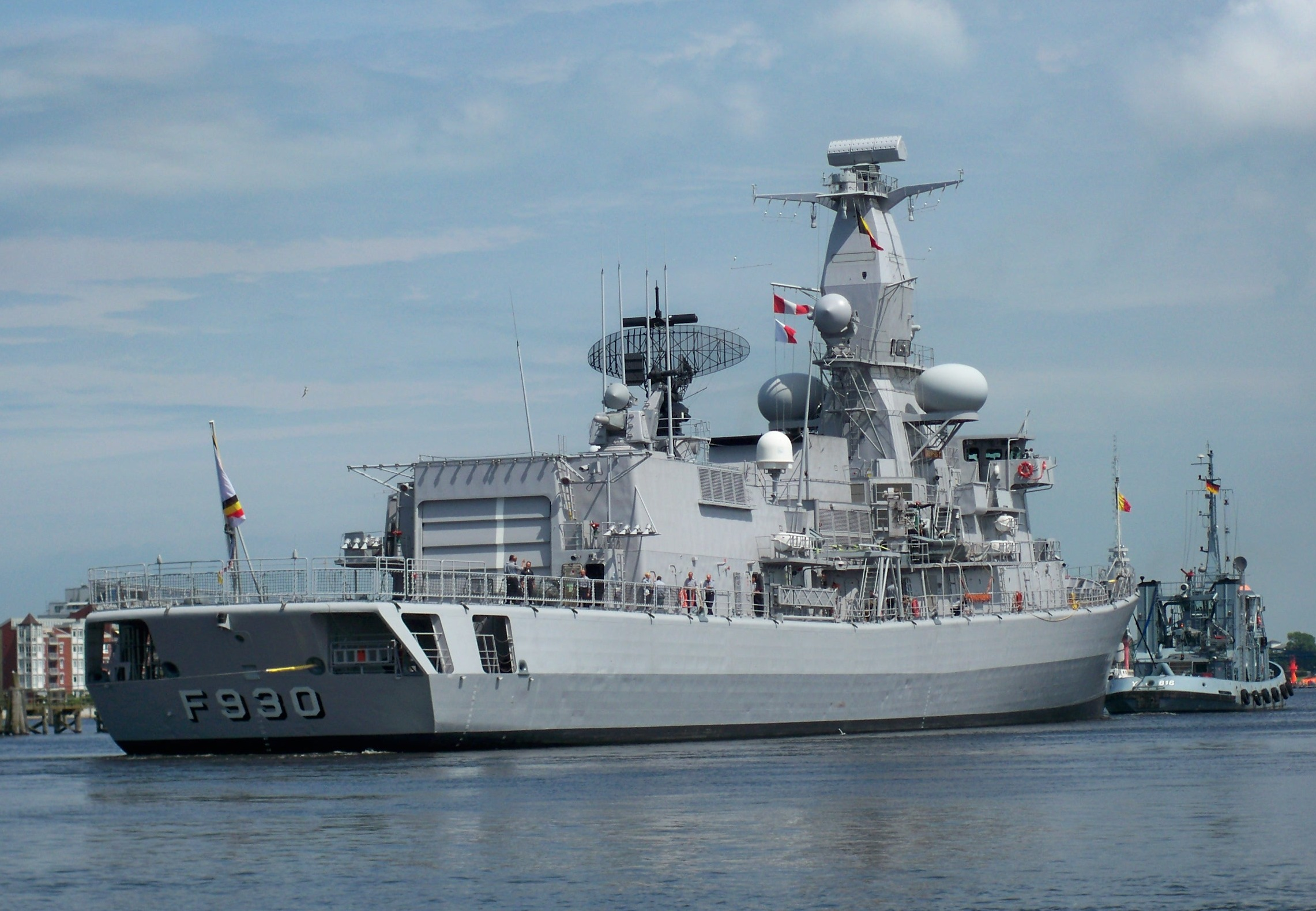
Leopold I (F930)

Nizozemská loděnice Den Helder v letech 2013–2014 modernizovala belgickou fregatu Leopold I a v letech 2015–2016 fregatu Louise Marie. Modernizace se týkala především komunikačních a zbraňových systémů. Fregaty byly vybaveny radarem Thales Seastar a elektrooptickým průzkumným systémem Thales Gatekeeper. Dále mohou nést větší vrtulníky NH 90.
Program střednědobé modernizace obou portugalských fregat byl zahájen roku 2018. Modernizaci provádí nizozemská loděnice Den Helder. Týká se mimo jiné zbraní a komunikačních systémů. Modernizace první fregaty Bartolomeu Dias má být dokončena roku 2021.
V roce 2025 chilské námořnictvo objednalo modernizaci dvou svých fregat. Turecká společnost Havelsan je vybaví bojovým řídícím systémem Advent. Modernizace má zabrat čtyři roky.